# 孫頤臣
孫頤臣，字仲嘉，湖南善化縣（今屬長沙市）人。晚清官員。

## 生平
孫頤臣為道光二十六年（1846年）丙午科舉人，道光二十七年（1847年）聯捷丁未科二甲第十四名進士，與張之萬、李鴻章、沈葆楨等同榜。官至兵部職方司主事。兄孙鼎臣為道光二十五年（1845年）進士。